# Combat de Stockerau
Cinquième Coalition
Batailles
Campagne d'Allemagne et d'Autriche
- Sacile
- Teugen-Hausen
- Raszyn
- Abensberg
- Landshut
- Eckmühl
- Ratisbonne
- Neumarkt
- Radzymin (en)
- Caldiero
- Dalmatie
- Ebersberg
- Piave
- Malborghetto
- Linz (en)
- Essling
- Sankt Michael
- Stralsund
- Raab
- Gratz
- Wagram
- Korneuburg
- Stockerau
- Gefrees (en)
- Hollabrunn
- Schöngrabern (en)
- Znaïm
- Ölper

Batailles navales
- Martinique
- Sables-d'Olonne
- Île d'Aix
- Walcheren
- Lissa
- Pelagosa

Campagne de l'île Maurice
- Sainte-Rose
- Saint-Paul
- Île Bonaparte
- Grand Port
- Île de France
- Tamatave

Campagne d'Espagne
Rébellion du Tyrol
Le combat de Stockerau se déroule le 8 juillet 1809 à Stockerau, dans l'actuelle Basse-Autriche, durant la guerre de la cinquième coalition. Il oppose le régiment hessois des chevau-légers de la Garde, dirigé par le général Jacob François Marulaz, à la cavalerie du 6e corps d'armée autrichien sous les ordres du général Ludwig von Wallmoden. L'affrontement se solde par une victoire autrichienne.

## Contexte
À la suite de la victoire de Napoléon lors de la bataille de Wagram le 6 juillet 1809, le IVe corps français du maréchal Masséna se lance à la poursuite du VIe corps autrichien du général Klenau, qui bat en retraite avec le reste de l'armée. Après avoir remporté un petit succès à Korneuburg le 7 juillet, Masséna est informé que les troupes adverses reculent à travers la Bohême et décide de continuer la poursuite dans cette direction ; le général Marulaz, commandant la cavalerie du IVe corps, est en pointe avec le régiment hessois des chevau-légers de la Garde. Ce dernier aligne trois escadrons pour un total de 150 cavaliers.

## Déroulement du combat
Le 8 juillet, alors que Marulaz et ses hommes pénètrent dans Stockerau, à 43 km de Vienne, ils sont attaqués par les hussards autrichiens du VIe corps. À l'époque de la bataille de Wagram, les forces sous le commandement du général Ludwig von Wallmoden comptent 1 365 cavaliers des régiments de hussards no 7 Liechtenstein (8 escadrons, 712 hommes) et no 8 Kienmayer (8 escadrons, 563 hommes), mais les effectifs réellement engagés par Wallmoden à Stockerau restent incertains. Une brève série d'engagements opposent les deux partis à l'issue desquels la cavalerie de Marulaz est rompue, dispersée et presque entièrement détruite.
L'historien français Alain Pigeard écrit que le combat de cavalerie de Stockerau est un « échec sanglant » pour Marulaz.